# Ophrys konyana
Ophrys konyana är en orkidéart som beskrevs av Carolus Adrianus Johannes Kreutz och Ruedi Peter. Ophrys konyana ingår i ofryssläktet, och familjen orkidéer.
Artens utbredningsområde är Turkiet. Inga underarter finns listade i Catalogue of Life.